# Онілова
Онілова, Шидлова (пол. Onilowa) — гірський потік в Україні, у Самбірському районі Львівської області у Галичині. Лівий доплив Гуснянки, (басейн Дністра).

## Опис
Довжина потоку приблизно 3,13 км, найкоротша відстань між витоком і гирлом — 2,89  км, коефіцієнт звивистості потоку — 1,08 . Формується багатьма безіменними гірськими струмками. Потік тече у гірському масиві Сколівські Бескиди (зовнішня смуга Українських Карпат).

## Розташування
Бере початок на північно-східних схилах гори Пікуй (Гушля) (1405 м). Тече переважно на північний схід і на південно-західній стороні від села Верхнє Гусине впадає у річку Гуснянку, ліву притоку Стрию.

## Цікавий факт
- На правій стороні від потоку розташований Ландшафтний заказник Пікуй[3].